# Willem Albarda (1764-1847)
Willem Albarda (Ferwerd, 5 juli 1764 - Leeuwarden, 16 augustus 1847) was een Fries politicus en bestuurder.
Albarda was lid van het juristen- en patriciaatsgeslacht Albarda en een zoon van mr. Jan Albarda (1712-1789) en Dieuwke de Schiffaert (1725-1812). Hij huwde in 1791 met Janke Looxma (1767-1850) met wie hij vijf kinderen kreeg, waaronder Jan Albarda (1792-1863), burgemeester van Ferwerderadeel, het Tweede Kamerlid Binse Albarda (1796-1862) en de advocaat Cornelis Albarda (1803-1848). De dochters Maaike Albarda (1794-1860) en Johanna Albarda (1808-1829) bleven ongehuwd.
Willem Albarda studeerde Romeins en hedendaags recht in Franeker, waar hij in 1785 promoveerde. Hij werd advocaat aan het Hof van Friesland, was van 1791 tot 1793 lid van het Mindergetal en werd secretaris van de grietenij Ferwerderadeel. In maart 1814 was Albarda voor het departement Friesland lid van de Vergadering van Notabelen die zich moest uitspreken over het ontwerp voor de Nederlandse Grondwet. In het kanton Hallum was hij vrederechter tot 1820. Van 1824 tot 1846 was hij lid van de stedelijke raad van Leeuwarden.